# آرامگاه بی‌بی دولت
بقعه بی بی دولت مربوط به سده‌های متاخر دوران‌های تاریخی پس از اسلام است و در شهرستان دیر، بخش مرکزی، شهر آبدان واقع شده و این اثر در تاریخ ۱۸ شهریور ۱۳۸۷ با شمارهٔ ثبت ۲۳۳۲۹ به‌عنوان یکی از آثار ملی ایران به ثبت رسیده است.